# Törökország turisztikai látnivalói régiók szerint
Törökország turisztikai látnivalói régiók szerint csoportosíthatók. A legnépszerűbb turistacélpontok a Földközi-tengeri és az Égei-tengeri régióban találhatóak, úgy mint Antalya, Alanya, Marmaris és a többi település a török riviérán. Népszerű még Isztambul, a kulturális főváros is számos történelmi és művészeti emlékével. A többi régió jobbára a belföldi turizmust szolgálja ki, bár a külföldiek egy része is kíváncsi a belsőbb területekre, például Kappadókiára.

## Márvány-tengeri régió

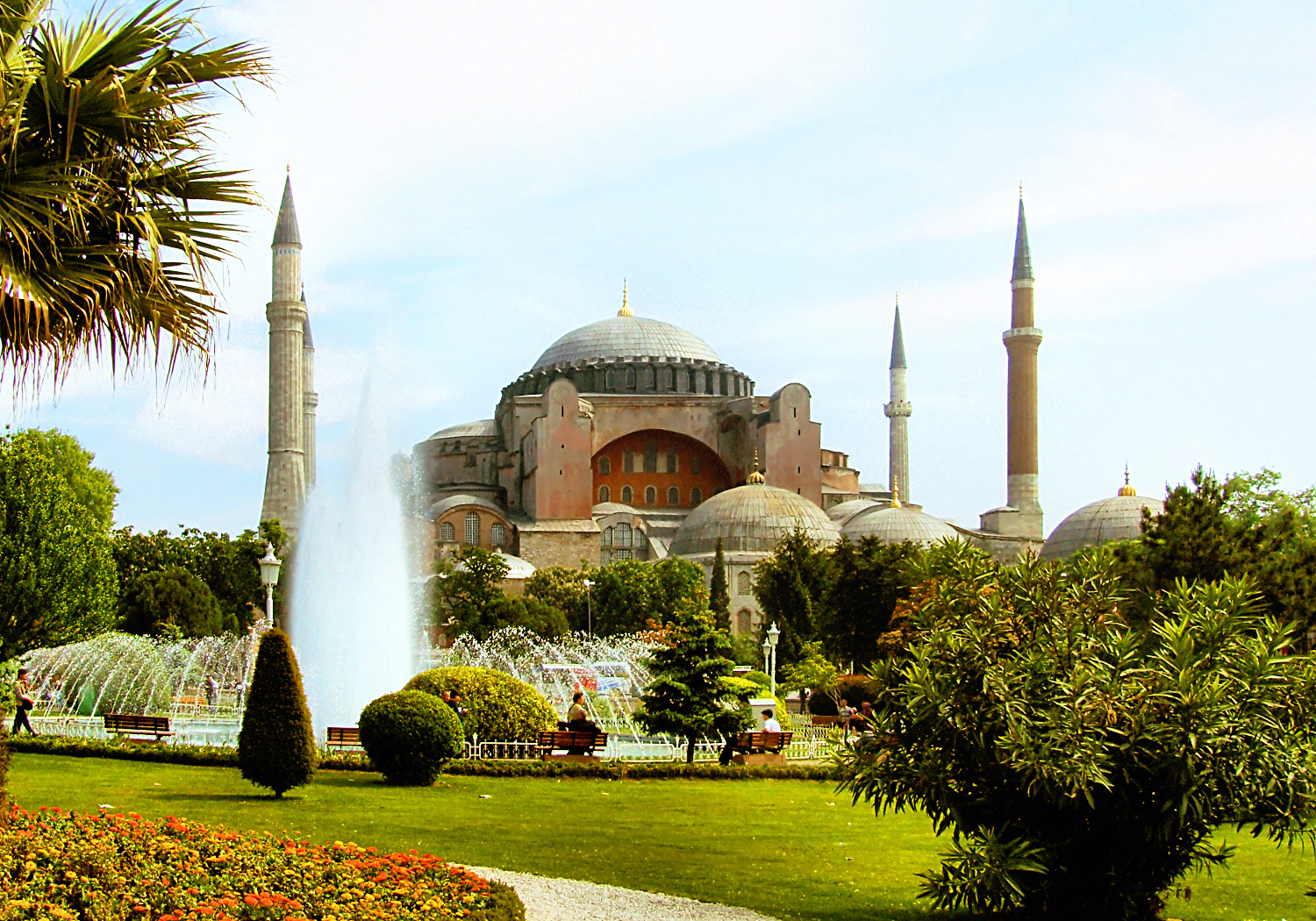
A Hagia Szophia, a bizánci építészet remekműve Isztambulban.

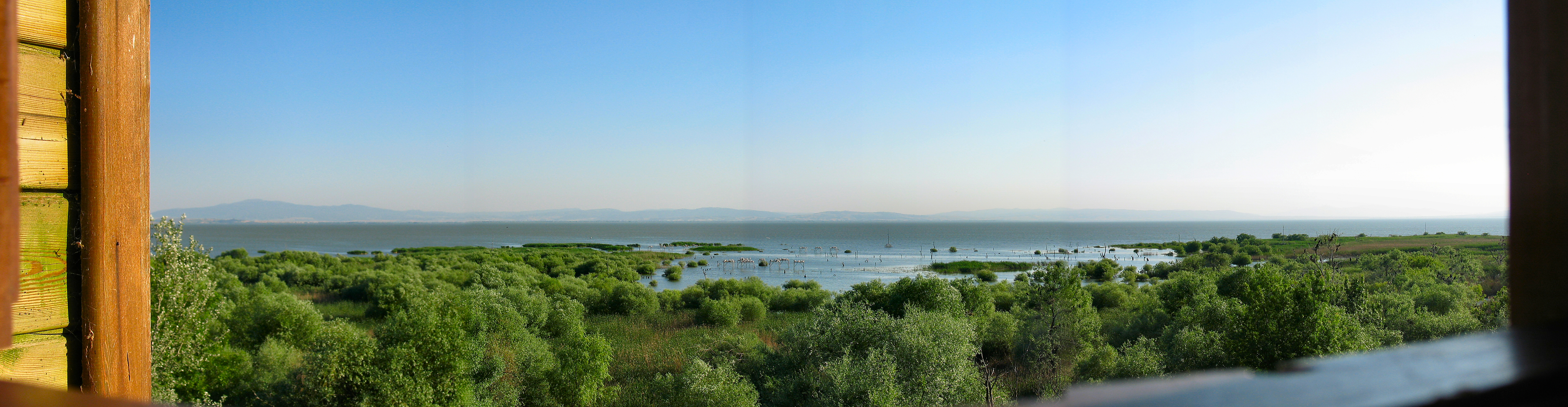
A Kuşcenneti Nemzeti Park távlati képe

### Kulturális turizmus
A Márvány-tengeri régió gazdag történelmi kincsei sok turistát vonzanak. A régió központi vonzereje Isztambul, három birodalom egykori fővárosa, számos bizánci és oszmán kori emlékével, mecsetjeivel, keresztény templomaival, palotáival, múzeumaival, modern felhőkarcolóival, az Aranyszarv-öböl és Boszporusz panorámájával. Törökország keskeny európai részén, Thrákiában is számos a kulturális látnivaló, kiemelkedő város itt Edirne, ahol a korszakalkotó oszmán építész, Szinán munkát lehet megcsodálni. Rodostóban az oszmán építészet remekművei mellett a magyarok II. Rákóczi Ferenc emlékházát is megtekinthetik. Az ázsiai oldalon Iznik híres porcelánja és Bizánc egykori városfala várja a látogatókat. Iznik történelmi látnivalói is említésre méltóak, hiszen itt tartották a kereszténység történelmének egyik fontos fordulópontjának számító niceai zsinatot. Izmit városa építészeti emlékei mellett egy különleges török édesség, a pişmaniye hazája is. Délebbre található Bursa, az Oszmán Birodalom egykori fővárosa, a selyem központja, ahol egyébként Törökország első síközpontját is építették, a közeli Uludağ-hegyen. Bursa kulináris élvezetekben is bővelkedő város, az iszkender kebab és a különleges gesztenyeédesség, a kestane şekeri hazája.

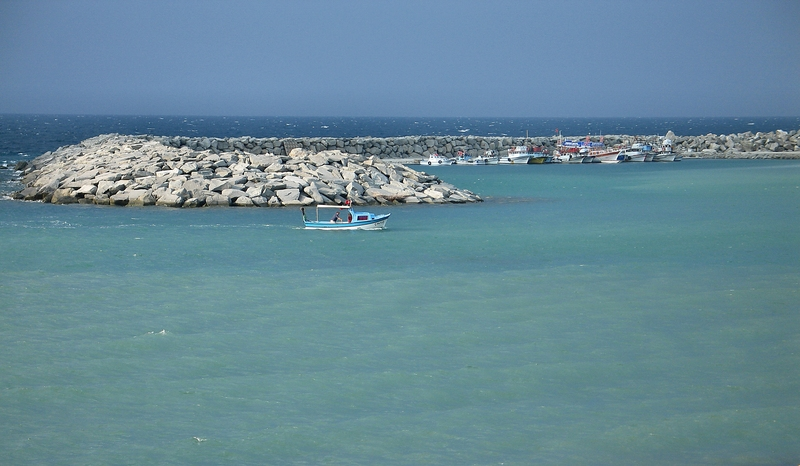
Gökçeada jachtkikötője

### Üdülőturizmus

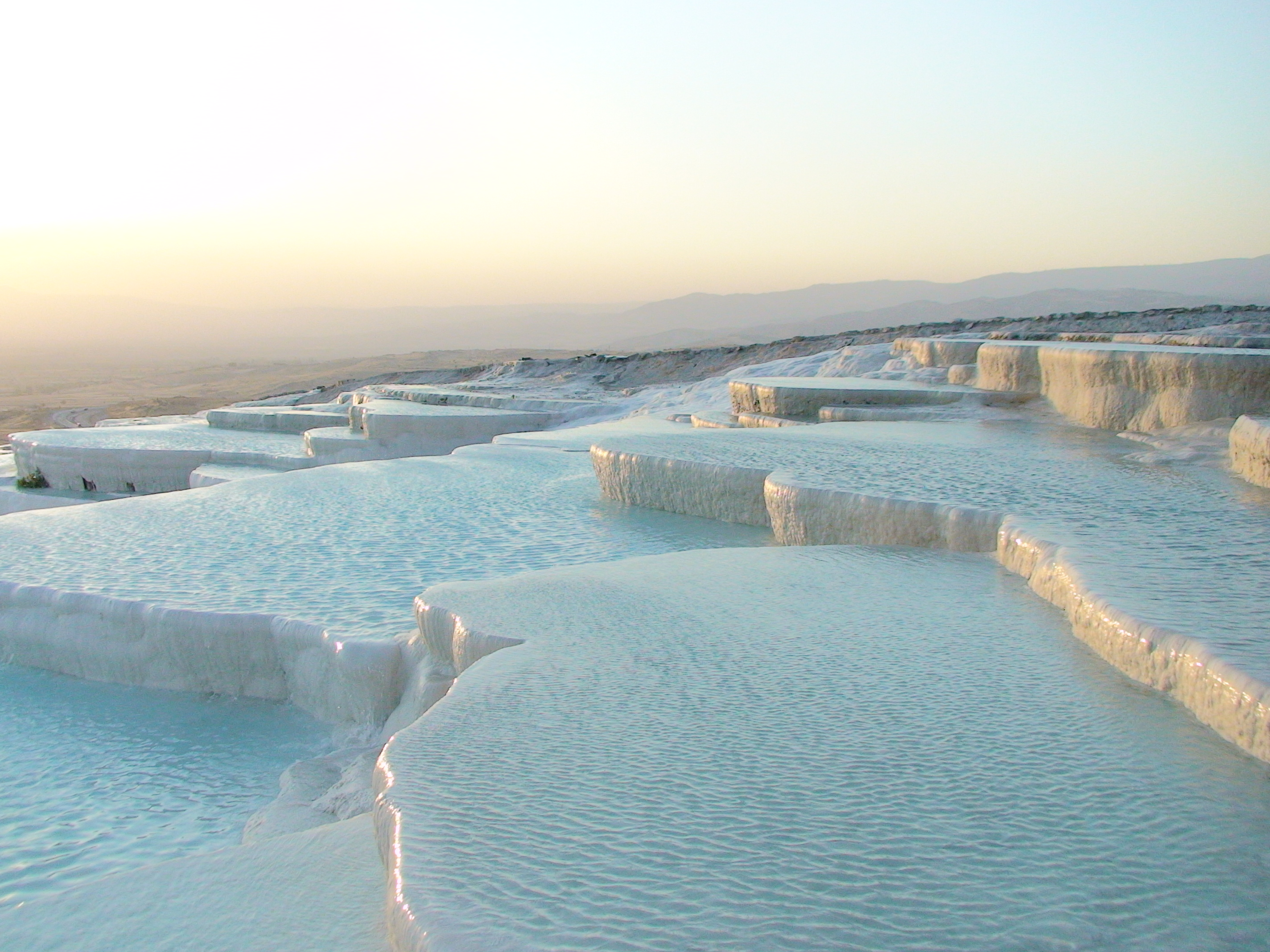
Pamukkale mészkőmedencéi

A Márvány-tenger partján számos üdülőtelep található, a leglátogatottabbak Cinarcik, Armutlu, Silivri, Erdek, a haléttermeiről nevezetes Mudanya, a homokos tengerpartú Gemlik és a márvány-tengeri szigetek, főképp Gökçeada és Bozcaada. A régióban található a Kuşcenneti Nemzeti Park, mely 239 madárfajnak, összesen körülbelül 2-3 millió példánynak ad otthont. A területen található a Kuş-tó (Madártó). 1938-ban a német Prof. Dr. Curt Kosewing nevezte el a tájat Madárparadicsomnak (Kuşcenneti), 1959-ben lett nemzeti park. A parkot évente 80 000-en látogatják, a világ 67 országából. Az İğneada-erdőkben fekete gólyák élnek, a Büyükçekmece-tó nagyszámú üstökösréce-populációnak és számos sirályfajnak ad otthont. A Şiléhez tartozó szigeteken kárókatonafélék élnek.

### Egészségturizmus
A Marmara-régió egyik jelentős termálvízközpontja Yalova és a nem messze tőle található Termal városka.

### Rendezvények
A régióban számos rendezvényt szerveznek, gyakoriak a fesztiválok. Isztambul kínálja a legszélesebb választékot, itt tartják például az Isztambuli Nemzetközi Filmfesztivált, a Nemzetközi Isztambuli Biennálét, a Rock 'N Coke zenei fesztivált, a Tulipánfesztivált. A Márvány-tengeri régióban, különösen a Boszporusz mentén népszerűek a vitorlásversenyek. Rangos sportversenyeket is rendez a város, például a Formula–1 török nagydíjat, a MotoGP, a WTCC és a Red Bull Air Race Világkupa török nagydíjait. Az 1300-as évek óta Edirne ad otthont a Kırkpınar Güreşleri elnevezésű olajbirkózó-versenysorozatnak. Çanakkaléban rendezik meg a Trója Fesztivált, Rodostón minden júniusban cseresznyefesztivált tartanak.

## Égei-tengeri régió

### Kulturális turizmus
Az Égei-tengeri régió (Ege Bölgesi) tiszta kék vizű tengerpartjával, több ezer évre visszanyúló történelmi maradványaival és panorámájával kedvelt célpont mind a belföldi, mind a külföldi turisták számára. A régió központja és legnagyobb városa İzmir, az „Égei-tenger gyöngye”, Törökország második legnagyobb tengeri kikötője. Modern, élénk életű város, de csendesebb és nyugodtabb, mint a kavargó Isztambul. Izmir, modern városközpontja és a régi görög Agóra mellett számos múzeummal, szépen karbantartott parkkal rendelkezik, mecsetjei mellett pedig akár ókori keresztény templomokat is látogathat az ide érkező. A város központi szimbóluma az oszmán stílusban épült Saat Kulesi (Óratorony), mely a pálmafákkal szegélyezett Konak téren áll. A város Karşıyaka negyedében hatalmas utcai piacon lehet vásárolni. Belkahve Izmir legmagasabb pontja, innen panoramikus kilátás nyílik a teljes Izmiri-öbölre. Egykor ez volt az államalapító Mustafa Kemal Atatürk kedvenc vadászhelye, ma az államfő szobra áll itt, mely az egész országban a legnagyobb méretű Atatürk-szobor. Az Égei-tengeri régióban található a Jelenések hét gyülekezetének helyszíne: Epheszosz, Szárdisz, Philadelphia, Pergamon, Szmirna, Thiatira és Laodikeia. A régió történelmileg fontos része Gallipoli és a Dardanellák, ahol az első világháborúban a törökök visszaverték az antant támadását. A helyszín a török függetlenségi háborúban is fontos szerepet játszott. Ugyancsak itt találhatóak az ősi hellén város, Trója romjai. Manisa a szeldzsuk és oszmán építészeti remekművek városa. Nem messze innen, a Sipil Dağı Nemzeti Parkban található Niobé síró sziklája. Uşak városa kilimjeiről és szőnyegszövő művészetéről nevezetes. A régió belsőbb vidékein érdemes megtekinteni az Afyonkarahisari citadellát, mely i.e. 1350-ben épült. Kütahyában a híres porcelánok mellett Kossuth Lajos emlékházát is meg lehet tekinteni. A régió déli részének fő attrakciója Epheszosz, a világ hét csodája között számon tartott Artemisz-templommal. Çamlıkban a Török Köztársaság Állami Vasúttársaságának Szabadtéri Múzeumában régi vonatokat, mozdonyokat állítottak ki. A régióban található a világörökség részévé nyilvánított két ókori város, Xanthos és Letoon is.

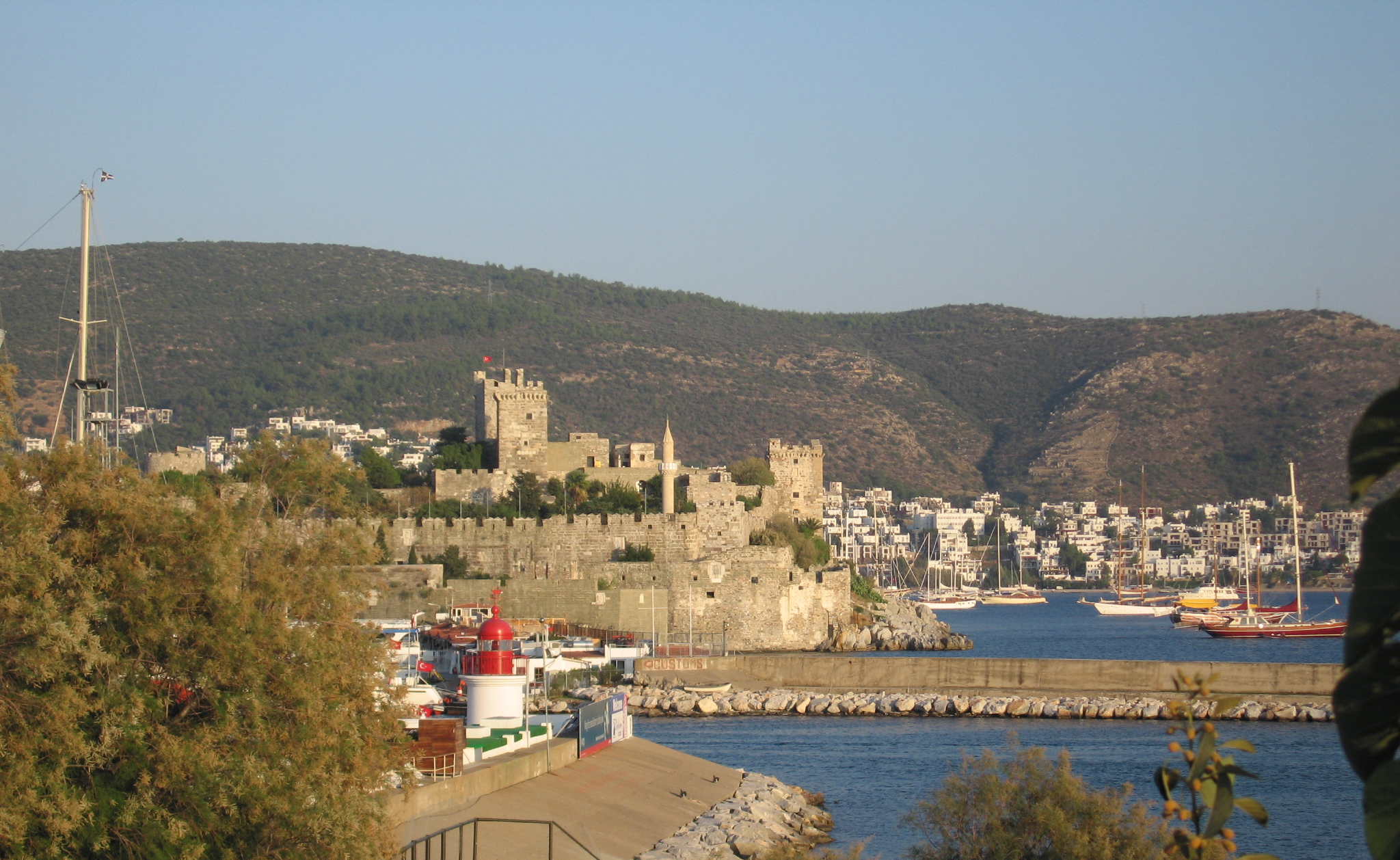
A bodrumi vár

### Üdülőturizmus
80 km-re Izmirtől fekszik Çeşme, a népszerű üdülővároska, melynek szomszédságában füge- és gumifaligetek, ánizs- és szezámföldek terülnek el. A városka nevét számtalan forrásáról és oszmán szökőkútjainak sokaságáról kapta. Nem messze található a fehér homokos tengerpartú Ilıca, a vízi sportok (windszörf, vitorlázás) kedvelőinek célpontja. Északra fekszik a haléttermeiről híres Dalyan. Çiftliknél található két népszerű tengerparti strand, Pırlanta (Gyémánt) és Altınkum (Aranyhomok). A déli partvidék legnépszerűbb üdülővárosai Fethiye, Marmaris, Bodrum, Datça és Gökova. A csipkézett partú régió számos kis öblében kölcsönözhető vitorlások horgonyoznak. További üdülővárosok még Kuşadası, Foça, Gümüldür, Edremit, Ören.
15 km-re nyugatra Izmirtől, Çamaltınál található az Izmiri Madárparadicsom, ahol számos fajban gyönyörködhet a látogató, többek között flamingók és pelikánok élnek itt nagy számban.

### Egészségturizmus
A Çeşme felé vezető úton fekszik Balçova, Törökország egyik legnagyobb termálvizes fürdője, de Ilıca környékén is számos termálfürdő található. Amellett, hogy a terület egyik legnagyobb látványossága, a hófehér mészkőmedencéiről ismert Pamukkale és a közeli nagyváros, Denizli, egyben az egészségturizmus központja is, számtalan gyógyfürdővel és wellness-központtal.

### Rendezvények
Januárban Selçuk városában tevegelőversenyt rendeznek. Áprilisban az Izmiri Nemzetközi Filmfesztivál és a manisai hagyományörző fesztivál várja a látogatókat. Júniusban a tengerparti városok közül sokan rendeznek kulturális és zenei fesztiválokat. Kütahya városában júliusban porcelánfesztivált tartanak. Az Ilıca-öbölben minden júliusban jachtversenyt szerveznek. Szeptemberben Izmirben a Nemzetközi Izmiri Vásáron találkoznak az üzletemberek.

## Földközi-tengeri régió

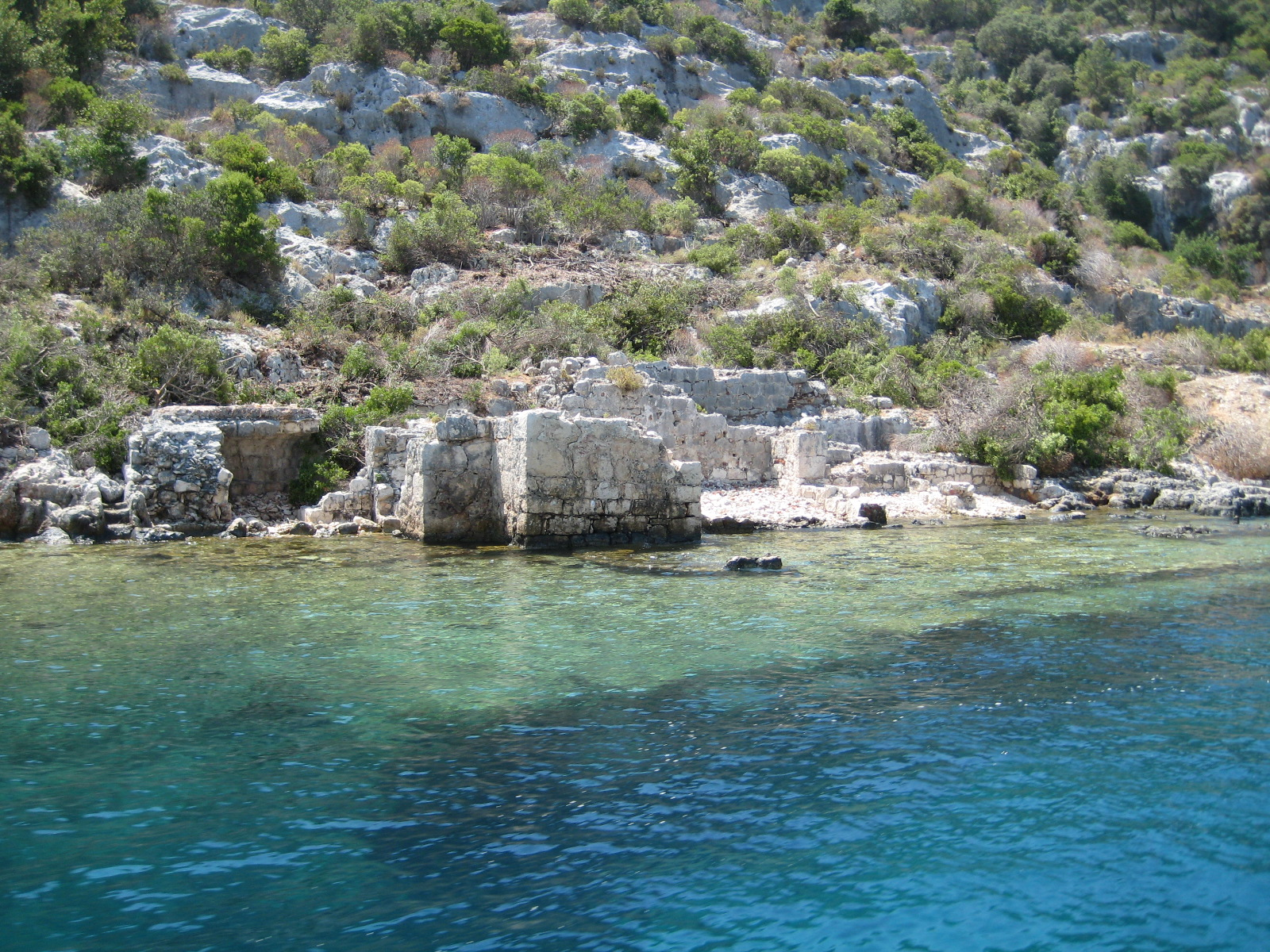
Apollonia elsüllyedt városa Kekova szigeténél

### Kulturális turizmus
A Földközi-tengeri régió (Akdeniz Bölgesi) központja a Toros-hegység lábánál fekvő Antalya, a török riviéra fővárosa, melynek nemcsak tengerpartja, de kulturális látnivalói is vonzzák a turistákat. Az év 300 napján napos az idő, márciusban még lehet síelni a környék hegyeiben (50 km-re a várostól, 1500 m magasan fekszik a síparadicsom Saklıkent), utána pedig fürödni a már kellemes vizű tengerben. A város műemlékekben is gazdag, szimbóluma a Yivli-minaret, melynek külsejét egykoron türkizkék csempe borította. Antalyából és a közeli Kemerből naponta indulnak hajótúrák a tengerpart mentén. Északabbra fekszik Isparta városa, számos szeldzsuk kori építészeti emlékével, közöttük Szinán építményeivel. A Kekova-sziget partjai mentén hajóról lehet megtekinteni Apollonia ókori városát, melyet egy földrengés vízfelszín alá süllyesztett. Az egykori épületek víz alatti maradványai a tiszta tengervízben a hajók fedélzetéről is jól láthatóak. Nem messze innen található Demre (Myra), ahol Szent Miklós élt. Antalyától keletre is számos ókori város romja található, ilyen például Perge, Side és Aspendos, ahol a világ legjobb állapotban megőrzött antik színháza is megtekinthető. A Çukurova-fennsíkon, a Seyhan folyónál elhelyezkedő Adana nem csak kebabjáról és tarlórépából (brassica rapa) készült üdítőitaláról, a şalgamról, de szeldzsuk és oszmán építészeti kincseiről is nevezetes. İskenderunt, az egykori Alexandrettát Nagy Sándor alapította, a város ma fontos kikötő.

### Üdülőturizmus

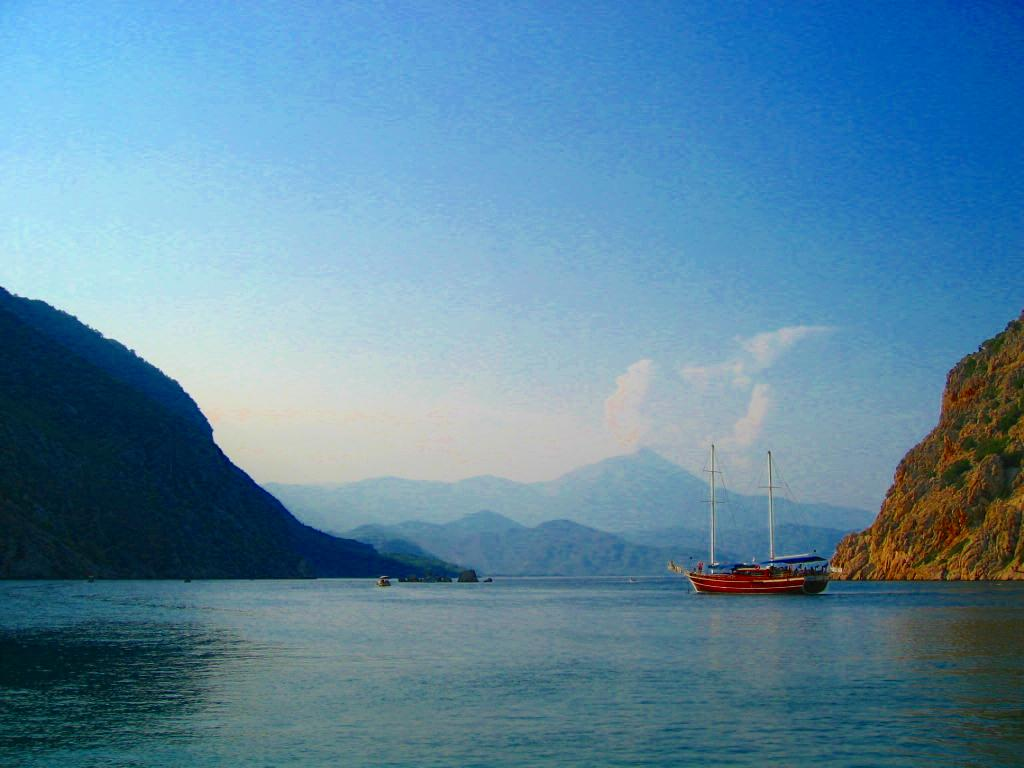
Az Olimpos-hegy

A turistákat leginkább vonzó települések Antalya, Alanya és Kemer. Kemer nevezetes tiszta tengervizéről és tengerpartjáról, melyért az Európai Unió Blue Flaggel jutalmazta. Beldibi, Göynük és Tekirova üdülőfalvak is rendelkeznek Blue Flaggel, Törökországban pedig összesen 258 strand és 13 kikötő kapta meg ezt az elismerést. A Földközi-tenger partján sorakozó számos kisebb-nagyobb település mindegyike kiszolgálja a turizmust. Ezen a vidéken találhatóak Törökország legjobb és legdrágább ötcsillagos szállodái, és Európa első, a világ második hétcsillagos szállodája, a Belekben épült Hotel Rixos Premium Belek. Mersin városából rendszeresen indulnak hajók a ciprusi Famagustába.
Antalyától északabbra haladva fekszik az Olimpos Beydağları Nemzeti Park, ahol nem csak természeti, de kulturális kincseket is őriznek, például Phaselis és Olympos ősi városait. 30 km-re Antalyától, a Can-hegy rejti Törökország legrégebbi ismert települését, a Karain-barlangot, mely a paleolitikumban szolgált az ősember lakhelyéül. A környéken számos kisebb-nagyobb vízesés is található (például a Manavgat-vízesés). 150 km-re északra Antalyától található a Tavak tája (Göller bölgesi), központjában Burdur városával, sok apró tóval, jellegzetes flórával és faunával. A Kızıldağ Nemzeti Parkban hatalmas cédrusfák találhatóak. Az Eğirdir-tó környéke kedvelt piknikezőhely. Mersintől keletre fekszik Tarsus, Szent Pál szülőhelye, ahol a Karaburcak parkot eukaliptuszfák szegélyezik.

### Rendezvények
Alanyában minden júniusban nemzetközi strandröplabda- és triatlonbajnokságot rendeznek. Antalyában tartják minden ősszel az ország egyik legrangosabb filmfesztiválját, az Altın Portakalt. Demrében decemberben Szent Miklós-szimpóziumot rendeznek.

## Fekete-tengeri régió

### Kulturális turizmus

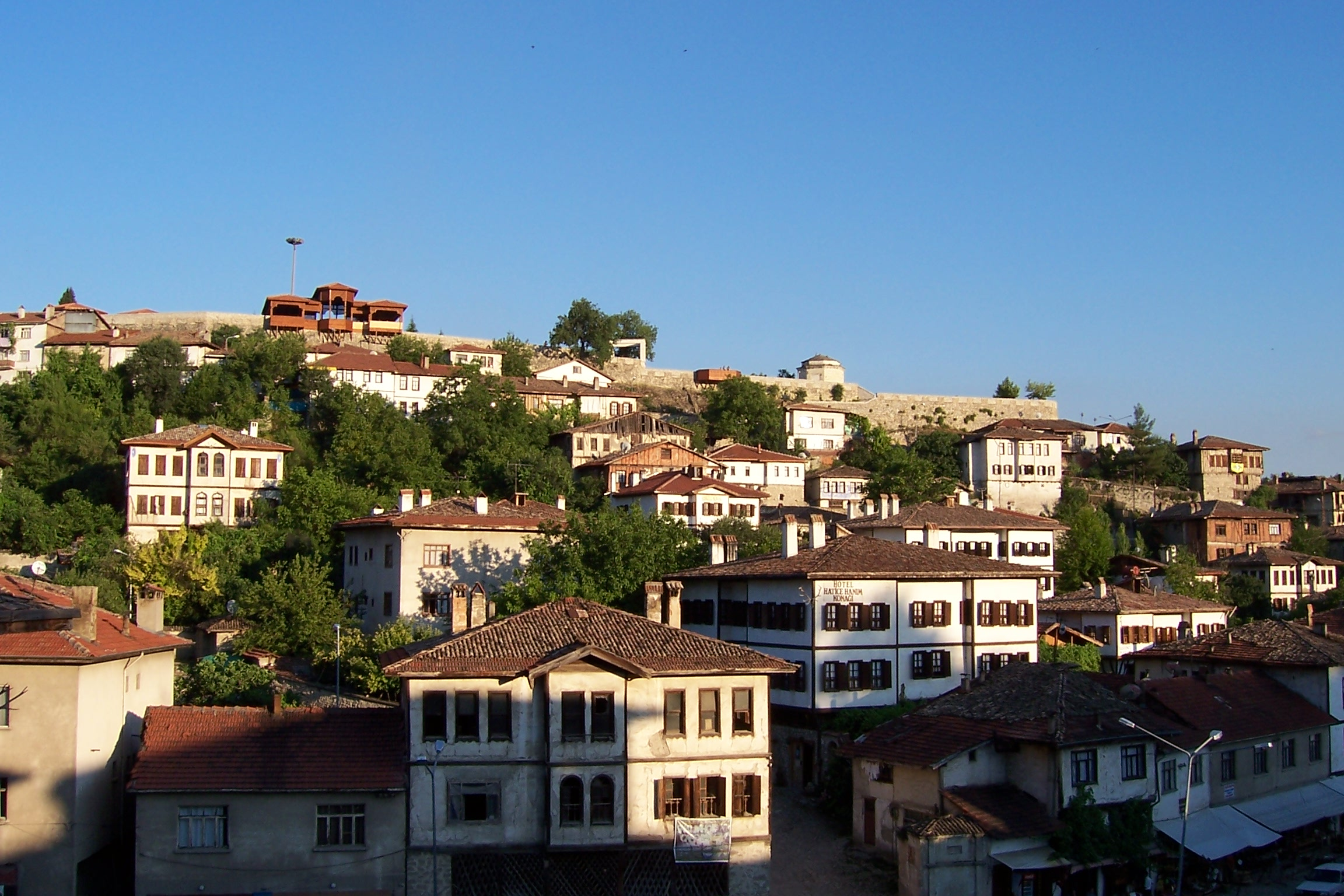
Safranbolu védett konakjai

A Fekete-tengeri régió, bár nem olyan népszerű a külföldi turistáknál, mint a déli tengerpart, sok látnivalót kínál. A fenyvesekkel és zöldellő mezőkkel borított hegyvonulatokkal kísért fekete-tengeri partvonulat mentén számos régi város fekszik, ezek egyike Kırklareli, ahol szeldzsuk kori mecsetek mellett oszmán kori hamamokat is felfedezhet a látogató. Ankara és Isztambul között félúton fekszik Bolu, ahol az etnográfiai múzeumban gazdag hettita, római, bizánci, szeldzsuk és oszmán leleteket őriznek. Nem messze a várostól, 1500 méteres magasságban fekszik az Abant-tó, mely kedvelt piknikezőhely. 52 kilométerre a várostól, Solaklar és Muslar falvak közelében sziklába vájt házak rejtőznek. Karadeniz Ereğli, amellett, hogy az ország egyik fontos földiepertermő vidéke, a legendák szerint Herkulesről kapta a nevét, aki nem messze a várostól, a mai Kavakderesi mellett ejtette fogságba Cerebrust, az alvilág őrzőjét. Keletebbre fekszik Safranbolu, az egykori sáfránytermő vidék, melynek régi török udvarházai (konak) a világörökség részét képezik. Sinop kikötője az egyik legszebb a Fekete-tengeren, a várost ókori görögök alapították, itt született Diogenész, cinikus filozófus. Bafránál megtekinthető egy őskori temető, ahol több mint 600, kora bronzkori sírt fedeztek fel. Bafra emellett híres kaviárjáról, dohánytermékeiről és termálfürdőiről is. Sinoptól délkeletre fekszik Samsun, a török függetlenségi háború egyik fontos állomása, ahol számos Atatürkkel és a háborúval kapcsolatos múzeumot és emlékművet láthat az ide érkező. A kikötőváros Ordu felé vezető úton fekszik a népszerű belföldi üdülőhely, Fatsa. Ordutól 52 km-re található a Giresun-sziget, mely a Fekete-tenger egyetlen lakható szigete, és mely valaha az amazonoké volt. A régió keleti csücskében fekszik a gazdag és hosszú történelmi múltra visszatekintő Trabzon. Tőle 75 km-re keletre található az ország teatermelő központja, Rize, ahol a teaföldek rendkívüli látványában is gyönyörködhet az utazó.

### Üdülőturizmus

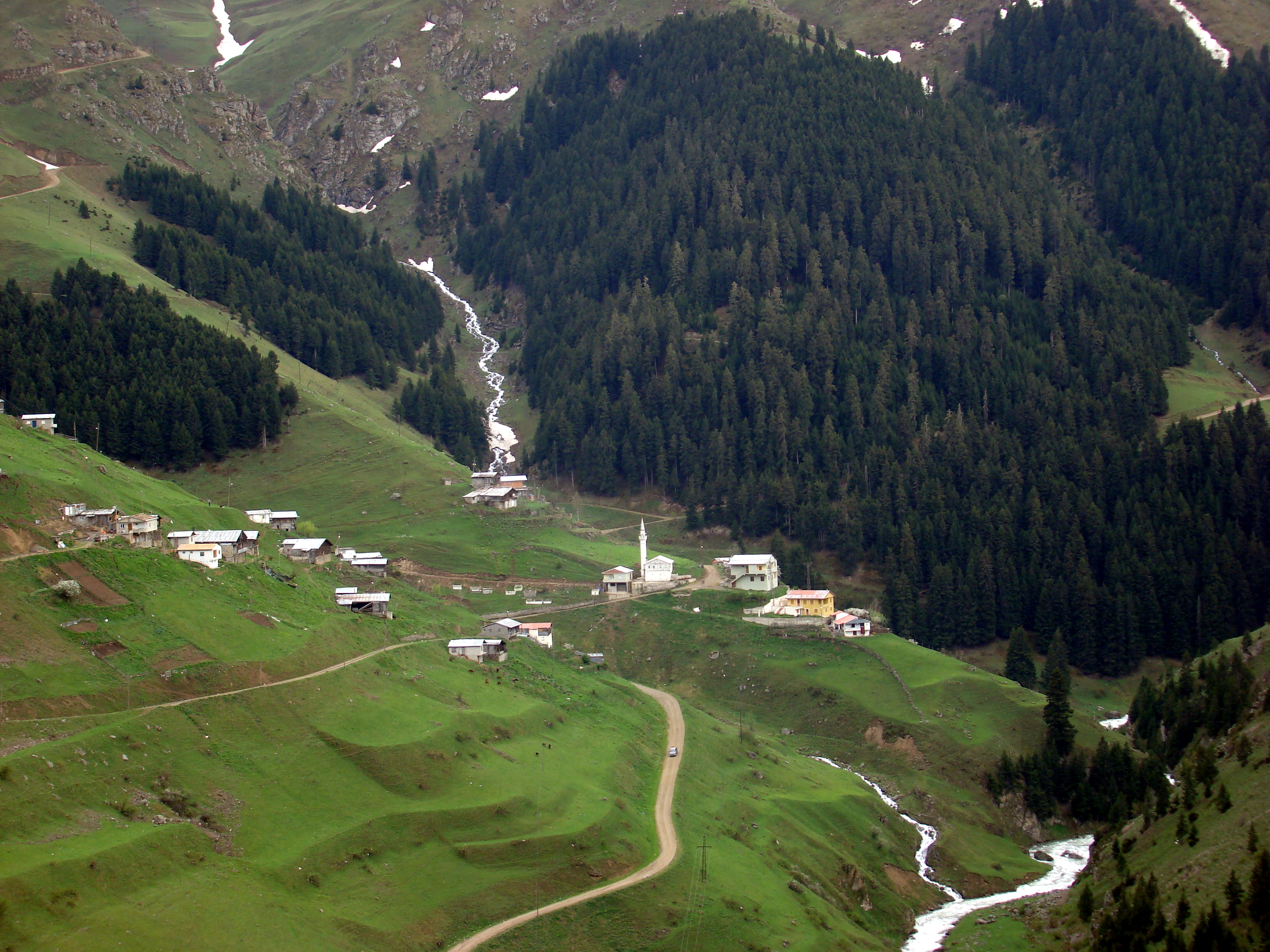
A rizei Anzer-felföld, ahonnan a gyógyító tulajdonságú Anzer-méz származik

35 kilométerre Isztambultól Kilyos és Polonezköy, kicsit távolabb Şile tengerpartja kedvelt üdülőhely. 50 kilométerre innen apró halászfalvak találhatóak, mint Kerpe, Kefken és Karasu, ahol a kiváló haléttermek mellett a panoráma is vonzza a látogatókat. A Köroğlu-hegységben található Kartalkaya Törökország egyik vezető síközpontja.
Bolutól északra fekszik a Yedigöller Nemzeti Park, a „hét tó” vidéke, ahol hatalmas pisztrángpopuláció él. A Zonguldaki hegyek alkalmasak hegymászásra és túrázásra egyaránt, sok érdekes, ősi barlangot rejtve. A Bartın-folyón hajókirándulásra lehet menni, a szép panoráma miatt, Bartın városában pedig ókori római romokat, útmaradványokat lehet megtekinteni. A kastamonui Ilgaz Nemzeti Parkban síközpont üzemel. Trabzontól délkeletre a hegyek közt megbúvó Uzungöl (Hosszú tó) piknikezésre, fürdésre, hajókázásra, horgászatra egyaránt alkalmas, a környező hegyekben pedig túrázni lehet. A rizei Kaçkar-hegyi Nemzeti Parkban, szokatlan módon 3000 méter magasságban rododendronok nőnek, emellett pedig a gyógyító tulajdonságú Anzer-méz is innen származik. A Çoruh folyó kedvelt a raftingosok körében.

### Rendezvények
Májusban Giresunban rendezik meg az Aksu Kulturális és Művészeti fesztivált. Rizében nyaranta több teafesztivált, és egy nagy volumenű zenei fesztivált is tartanak. Júliusban Samsunban nemzetközi néptáncfesztiválra lehet ellátogatni. Boluban augusztusban szakácstalálkozó keretében gasztronómiai fesztivált tartanak. Szeptemberben Ordu városában az Arany Mogyoró Fesztivál várja a látogatókat.

## Közép-anatóliai régió

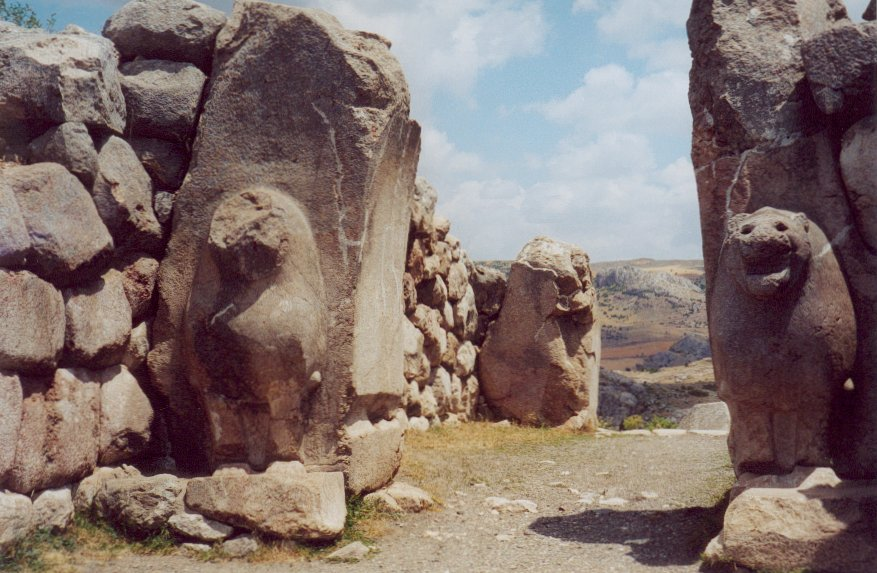
Hattusa oroszlános kapuja

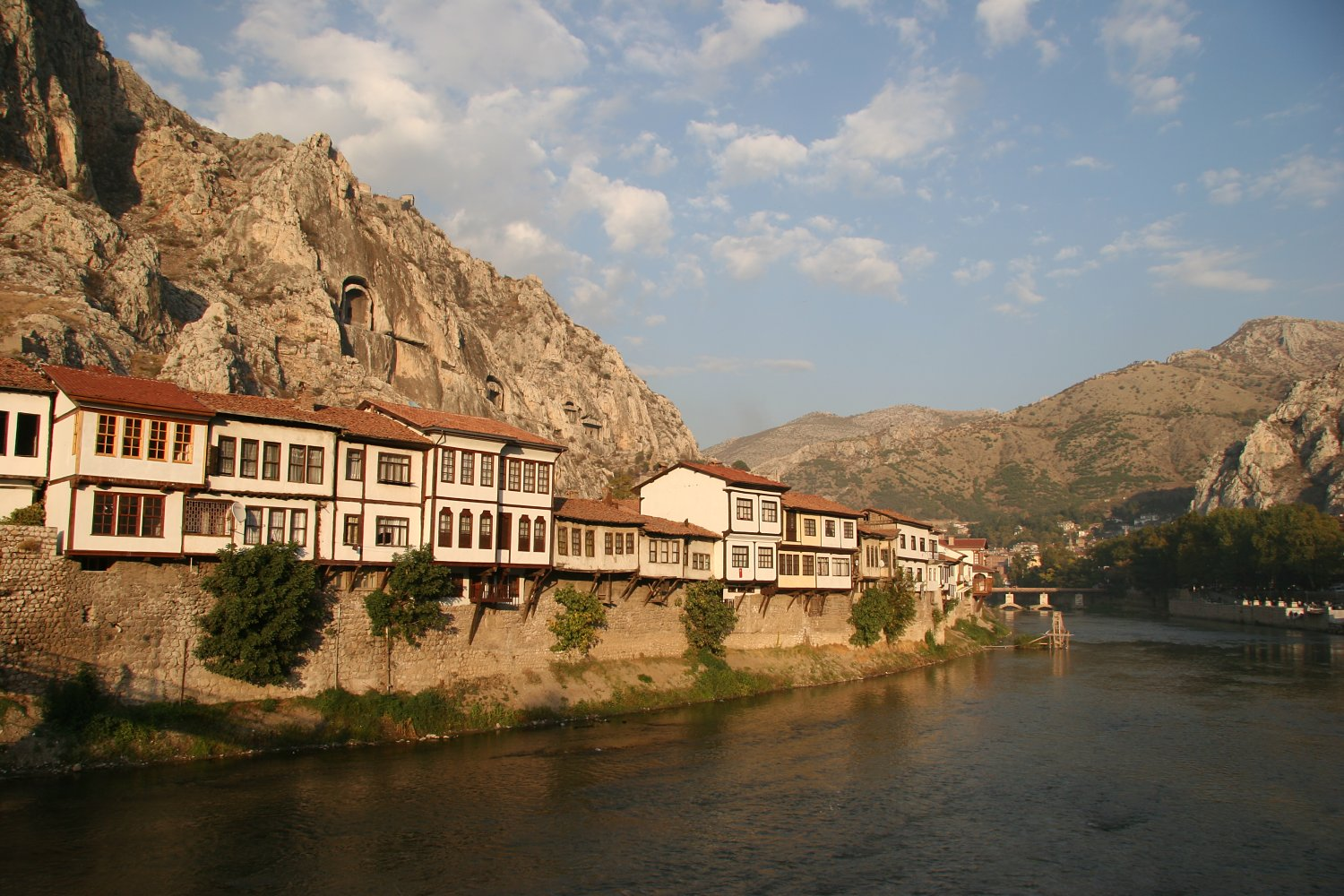
Amasya folyóparti látképe

A Közép-anatóliai régió az ország szíve, és egyben a legrégebben lakott része is, nem csak török, de világviszonylatban is, itt található ugyanis a világ legrégebbi ismert települése, a Kr. e. 7. évszázadból származó Çatalhöyük. A terület egykor hattik, hettiták, frígek, galatiaiak, rómaiak, és ezen felül számos más ókori nép lakhelye volt, de a modern Törökország történelmében is fontos szerepet játszott. Központja a főváros, Ankara, mely egészen 1923-ig álmos falu volt csupán, ma népessége meghaladja az öt millió főt. Ókori városrésze és citadellája mellett egyik legfőbb látványossága az államalapító Atatürk monumentális mauzóleuma, Anıtkabir. Számos múzeum található a városban, közülük is kiemelkedik a terület régészeti emlékeit bemutató Anatóliai Civilizációk Múzeuma. Az egyetemváros Ankara hatalmas, több millió négyzetméter területű, szépen gondozott parkjai pedig a pihenést szolgálják. Ankara tartományban több termálfürdő is található. Ankarától 105 km-re délnyugatra fekszik Gordium (Yassıhöyük), ahol a legenda szerint Nagy Sándor átvágta a gordiuszi csomót. Anatólia szívében, Nasrettin Hoca falucskában a híres török mesélő, Naszreddin múzeumát lehet megtekinteni. Kırıkkaléban a helyi fegyvergyárak egykori és mai termékeit lehet megtekinteni a helyi múzeumban. A Boğazkale Nemzeti Park rejti a Hettita Birodalom egykori fővárosának, Hattusának a romjait, nem messze kelet felé pedig Alacahöyük őskori települését találjuk. A Yeşilırmak folyó partján fekvő kisváros, Amasya, a törökök szerint az ország egyik legszebb városa. 63 km-re tőle, 1050 m magasságban fekszik a Borabay-tó, melyhez egynapos kirándulásokat szerveznek, a kivételes panoráma miatt. Tokat városa számos szeldzsuk és oszmán épülete mellett országszerte híres kézművesmunkáival is vonzza a látogatókat. Sivas már a középkorban is fontos kereskedelmi központ volt a Bagdad felé vezető úton, később pedig a török függetlenségi háborúban játszott fontos szerepet. Sivas tartományban található a világörökség részét képező Divriği nagymecset és kórház. Anatólia belsejében fekszik Kappadókia, a látványos, gyakran mesebéli tájat sugalló kőképződmények, földalatti városrendszerek és ókori keresztény templomok hazája, a Göreme Nemzeti Parkkal. A kőbe vájt házak egy része ma is lakott. A csaknem 4000 méter magas Erciyes-hegyen síközpont működik. Aksaray tartomány a szeldzsuk kori karavánszerájok földje. Ankarától délre a legnagyobb város Konya, az ókori Iconium, a szúfi Mevlana-rend, a kerengő dervisek központja.

### Rendezvények
Ankara számos fesztivált rendez, többek között az Ankarai Nemzetközi Filmfesztivált, az Ankarai Nemzetközi Művészeti Fesztivált és a Nemzetközi Ázsia-Európa Biennálét. A bortermelésnek nagy hagyománya van a régióban, júniusban Ürgüp szervez Nemzetközi Borversenyt, szeptemberben pedig szőlőszüretelő fesztivált. Konyában decemberben Mevlana-emléknapokat tartanak.

## Kelet-anatóliai régió

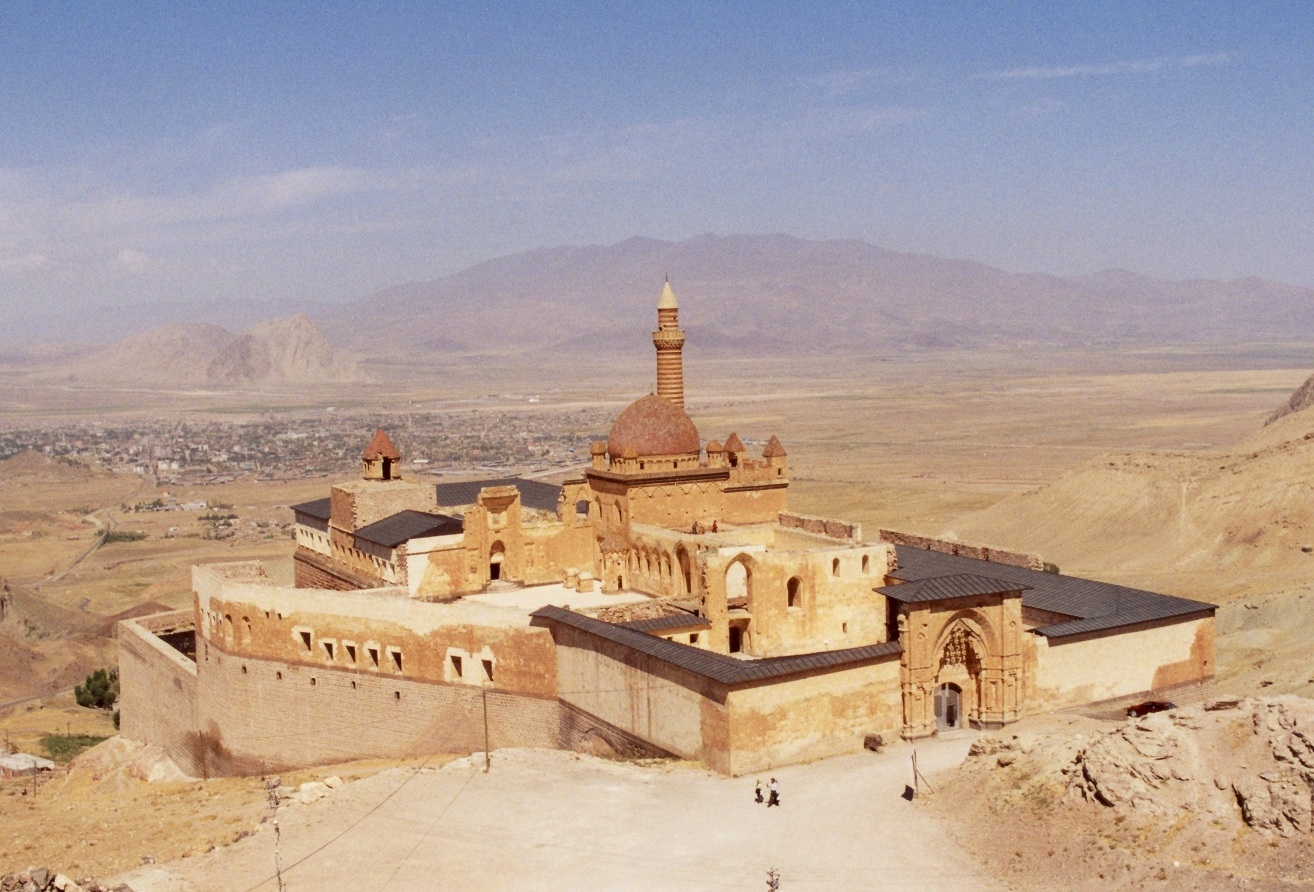
Az İshak Paşa palota, Ağrı tartomány

A Kelet-anatóliai régió számos bizánci várral, szeldzsuk karavánszerájjal és citadellával, oszmán mecsettel, valamint korai keresztény emlékekkel, bibliai tájaival várja a turistákat. Erzurum városa, amellett, hogy számos csata színhelye volt, kora középkori építményeivel is megragadja a képzeletet. Itt áll például az Alaaddín Kejkubad szeldzsuk szultán által építtetett, csipkézett medresze, és az 1179-ben épült, szokatlan formájú Ulu-mecset. Erzurumtól 6 km-re található Palandöken, a síparadicsom, 120 kilométerre északra fekszik az üveghatású Tortum-tó, a 47 méter magasból alázúduló Tortum-vízeséssel. Az 1750 m magasan fekvő Kars az orosz-török háborúkban játszott fontos szerepet, a város építészetén megfigyelhető az orosz hatás. 42 kilométerre innen, az egykori selyemút vonalán található az ősi Ani városa. Az 1900 méter magasan fekvő Lake Çıldır-tóban, a mesterséges Akçakale-szigeten ősi urartu templom látható. Ağrı tartomány Doğubeyazıt körzetében található az İshak Paşa palota, mely a korai oszmán építészet egyik remekműve, és melyet az új líra százas bankjegyén is megörökítettek. 25 km-re keletre az Ararát-hegy magasodik, ahol a Biblia szerint Noé bárkája megfeneklett. A helyi falvakban asurát, Noé-pudingot készítenek, melyet a hiedelem szerint Noé és családja a bárkán fogyasztott. A régióban található a Van-tó, Törökország legnagyobb méretű tava. A régió hegyei, völgyei között megbúvó tavak, patakok, vízesések, tradicionális török falvak éles ellentétben állnak a nyüzsgő nyugati parti nagyvárosokkal és üdülőtelepekkel.

## Délkelet-anatóliai régió

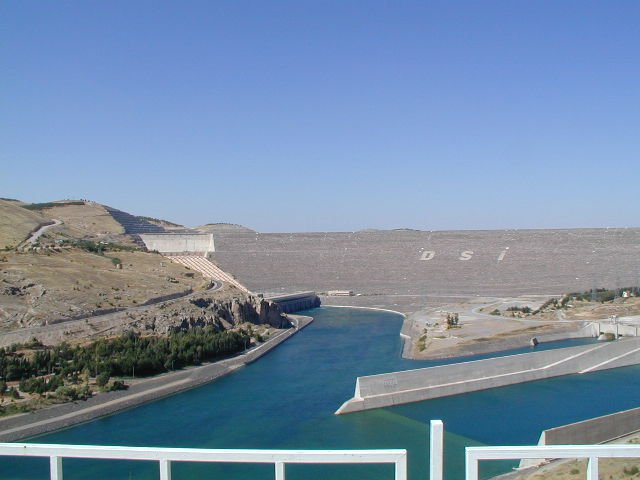
Az Atatürk-gát

A Délkelet-anatóliai régió, az egykori Mezopotámia történelme egészen Kr. e. 7000-ig nyúlik vissza, hurrik és hettiták földje volt. A régió legnagyobb városai Gaziantep, Mardin és Diyarbakır. Gaziantep, a pisztácia fővárosának legfőbb látványossága a 36 bástyás bizánci vár. A régió üdülőturizmusa az Atatürk-gátnál kialakított mesterséges tónál központosul. Adıyaman tartományban emelkedik a világörökség részét képező Nemrut-hegy, ősi szobraival. Felső-Mezopotámia központi városa Şanlıurfa, a legenda szerint itt született Ábrahám, és némely tudósok úgy vélik ez volt egykoron Ur városa.